# Südafrikanische Cricket-Nationalmannschaft in Irland in der Saison 2021
Die Tour der südafrikanischen Cricket-Nationalmannschaft nach Irland in der Saison 2021 fand vom 11. bis zum 24. Juli 2021 statt. Die internationale Cricket-Tour ist Bestandteil der Internationalen Cricket-Saison 2021 und umfasste drei ODIs und drei Twenty20s. Die ODIs waren Teil der ICC Cricket World Cup Super League 2020–2023. Südafrika gewann die Twenty20-Serie 3–0, während die ODI-Serie 1–1 unentschieden endete.

## Vorgeschichte
Irland spielte zuvor eine Tour in den Niederlanden, Südafrika eine Tour in den West Indies. Das letzte Aufeinandertreffen der beiden Mannschaften bei einer Tour fand in der Saison 2016/17 in Südafrika statt.

## Stadien
Die folgenden Stadien wurden für das Turnier ausgewählt.
| Stadion                      | Stadt   | Kapazität | Spiele              |
| ---------------------------- | ------- | --------- | ------------------- |
| Stormont                     | Belfast | 7.000     | 2. & 3. T20         |
| Malahide Cricket Club Ground | Dublin  | 11.500    | 1. – 3. ODI; 1. T20 |

## Kaderlisten
Südafrika benannte seine Kader am 18. Mai 2021.
Irland benannte seine Kader am 30. Juni 2021.
| ODI | ODI | Twenty20 | Twenty20 |
| Irland | Südafrika | Irland | Südafrika |
| --- | --- | --- | --- |
| - Andrew Balbirnie (K) - Mark Adair - Curtis Campher - George Dockrell - Graham Kennedy - Jeremy Lawlor - Josh Little - Andy McBrine - Graeme McCarter - Barry McCarthy - William Porterfield - Simi Singh - Paul Stirling - Harry Tector - Lorcan Tucker (wk) - Craig Young | - Temba Bavuma (K) - Quinton de Kock (wk) - Bjorn Fortuin - Beuran Hendricks - Reeza Hendricks - Heinrich Klaasen - George Linde - Sisanda Magala - Keshav Maharaj - Janneman Malan - Aiden Markram - David Miller - Lungi Ngidi - Anrich Nortje - Andile Phehlukwayo - Dwaine Pretorius - Kagiso Rabada - Tabraiz Shamsi - Rassie van der Dussen - Kyle Verreynne - Lizaad Williams | - Andrew Balbirnie (K) - Mark Adair - George Dockrell - Stephen Doheny - Shane Getkate - Josh Little - Barry McCarthy - William McClintock - Kevin O’Brien - Neil Rock - Simi Singh - Paul Stirling - Harry Tector - Lorcan Tucker (wk) - Ben White - Craig Young | - Temba Bavuma (K) - Quinton de Kock (wk) - Bjorn Fortuin - Beuran Hendricks - Reeza Hendricks - Heinrich Klaasen - George Linde - Sisanda Magala - Keshav Maharaj - Janneman Malan - Aiden Markram - David Miller - Wiaan Mulder - Lungi Ngidi - Anrich Nortje - Andile Phehlukwayo - Dwaine Pretorius - Kagiso Rabada - Tabraiz Shamsi - Rassie van der Dussen - Kyle Verreynne - Lizaad Williams |

## One-Day Internationals

### Erstes ODI in Dublin
| 11. Juli Scorecard | Dublin | Irland 195-4 (40.2) | – | Südafrika |
|                    |        | No Result           |   |           |

Südafrika gewann den Münzwurf und entschied sich als Feldmannschaft zu beginnen.

### Zweites ODI in Dublin
| 13. Juli Scorecard | Dublin | Irland 290-5 (50)          | – | Südafrika 247 (48.3) |
|                    |        | Irland gewinnt mit 43 Runs |   |                      |

Südafrika gewann den Münzwurf und entschied sich als Feldmannschaft zu beginnen. Als Spieler des Spiels wurde Andrew Balbirnie ausgezeichnet.

### Drittes ODI in Dublin
| 16. Juli Scorecard | Dublin | Südafrika 346-4 (50)          | – | Irland 276 (47.1) |
|                    |        | Südafrika gewinnt mit 70 Runs |   |                   |

Südafrika gewann den Münzwurf und entschied sich als Schlagmannschaft zu beginnen. Als Spieler des Spiels wurde Janneman Malan ausgezeichnet.

## Twenty20 Internationals

### Erstes Twenty20 in Dublin
| 19. Juli Scorecard | Dublin | Südafrika 165-7 (20)          | – | Irland 132-9 (20) |
|                    |        | Südafrika gewinnt mit 33 Runs |   |                   |

Irland gewann den Münzwurf und entschied sich als Feldmannschaft zu beginnen. Als Spieler des Spiels wurde Tabraiz Shamsi ausgezeichnet.

### Zweites Twenty20 in Belfast
| 22. Juli Scorecard | Belfast | Südafrika 159-7 (20)          | – | Irland 117 (19.3) |
|                    |         | Südafrika gewinnt mit 42 Runs |   |                   |

Südafrika gewann den Münzwurf und entschied sich als Schlagmannschaft zu beginnen. Als Spieler des Spiels wurde David Miller ausgezeichnet.

### Drittes Twenty20 in Belfast
| 24. Juli Scorecard | Belfast | Südafrika 189-2 (20)          | – | Irland 140-9 (20) |
|                    |         | Südafrika gewinnt mit 49 Runs |   |                   |

Südafrika gewann den Münzwurf und entschied sich als Schlagmannschaft zu beginnen. Als Spieler des Spiels wurde Temba Bavuma ausgezeichnet.

## Auszeichnungen

### Player of the Series
Als Player of the Series wurden der folgende Spieler ausgezeichnet.
| Serie   | Player of the Series |
| ------- | -------------------- |
| ODI     | Janneman Malan       |
| Tweny20 | David Miller         |

### Player of the Match
Als Player of the Match wurden die folgenden Spieler ausgezeichnet.
| Spiel       | Player of the Match |
| ----------- | ------------------- |
| 1. ODI      | –                   |
| 2. ODI      | Andrew Balbirnie    |
| 3. ODI      | Janneman Malan      |
| 1. Twenty20 | Tabraiz Shamsi      |
| 2. Twenty20 | David Miller        |
| 3. Twenty20 | Temba Bavuma        |